# Musson
Musson (deutsch veraltet: Emsong) ist eine belgische Gemeinde im Arrondissement Virton der Provinz Luxemburg im Französisch sprechenden Wallonien.

## Gemeinde Musson
Die heutige Gemeinde Musson wurde im Zuge der belgischen Gemeindereform zum 1. Januar 1977 aus den beiden Gemeinden Musson und Mussy-la-Ville gebildet, dazu kam von der Nachbargemeinde Bleid (die zur neuen Gemeinde Virton geschlagen wurde) der Ortsteil Signeulx.
Die Gemeinde besteht heute aus den Ortsteilen Baranzy (554 Einwohner), Gennevaux (50 Einwohner), Musson (1764 Einwohner), Mussy-la-Ville (1114 Einwohner), Signeulx (576 Einwohner) und Willancourt (274 Einwohner), Sitz der Gemeindeverwaltung ist der Ort Musson.

## Geografische Lage
Im Norden grenzt die Gemeinde an Saint-Léger (Belgien), im Osten an Aubange, im Süden an Frankreich und im Westen an Virton, den Hauptort des gleichnamigen Arrondissements. Politisch gehört sie zwar zur Wallonischen Region, sprachlich jedoch liegt sie nicht im Gebiet des wallonischen Französisch, sondern bereits auf dem Gebiet des lothringischen Französisch.

## Geschichte
Mussy-la-Ville wurde erstmals im Jahre 1096 als Muzeyum erwähnt, Musson im Jahre 1202 als Messons. Die kleinen Ortsteile fanden erstmals Erwähnung: Signeulx als Sinus (1173), Gennevaux und Willancourt als Gennevaus und Villoncourt (1234) und Baranzy als Barenzy (1396).
Das Gemeindegebiet gehörte bis zur Annexion durch Frankreich (1. Oktober 1795) zum mittelalterlichen Deutschen Reich (Grafschaft bzw. Herzogtum Luxemburg), danach zum neugebildeten französischen Département Forêts. Nach dem Wiener Kongress wurde es 1815 dem neugegründeten Königreich der Vereinigten Niederlande zugesprochen. Seit der Belgischen Revolution 1830 gehört das Gemeindegebiet zum Königreich Belgien.

## Persönlichkeiten
Étienne Lenoir (1822–1900), Erfinder (80 Patente) und Geschäftsmann, ist in Mussy-la-Ville geboren.

## Nachweise
1. ↑  Alle Einwohnerzahlen: Stand: 1. Oktober 2009 laut Angabe der Gemeinde (Memento des Originals vom 1. August 2016 im Internet Archive)  Info: Der Archivlink wurde automatisch eingesetzt und noch nicht geprüft. Bitte prüfe Original- und Archivlink gemäß Anleitung und entferne dann diesen Hinweis.
2. 1 2 3  Royaume de Belgique - Ministère de l’Intérieur: Bulletin de la commission centrale de statistique. Tome IX. M. Hayez 1866, Seite 201–202.
3. ↑  Jean-Jacques Jespers: Dictionnaire des noms de lieux en Wallonie et à Bruxelles. Éditions Racines 2005, Seite 549.